# Lijst van Nederlandse spreekwoorden F-J
Hieronder staat een lijst van spreekwoorden met steekwoorden die beginnen met een letter in de serie F-J.
| Spreekwoorden       |
| A-E F-J K-O P-U V-Z |

| Uitdrukkingen en gezegden |
| A-E F-J K-O P-U V-Z       |

## gat
Wie zijn gat brandt, moet op de blaren zitten.
Wie een risico neemt, moet de gevolgen dragen.

## gek
Gekken en dwazen schrijven hun namen op muren (of deuren) en glazen.
Mensen die het minst te melden hebben, schreeuwen vaak het hardst.

Al te goed is buurmans gek.
Zie: goed.

## geld
Geld dat stom is, maakt recht wat krom is.
Mensen kunnen door financiële bevoordeling ertoe gebracht worden om onrecht toe te laten.
Of: Financiële compensatie voor ondergaan onrecht of geleden schade of pijn.

Of: Mensen kunnen niet recht praten wat krom is; "geld dat stom is" (geen stem heeft), kan dat wel.

Geld stinkt niet. (Naar Vespasianus, zie ook: Pecunia non olet.)
Geld wordt geaccepteerd, ongeacht of het eerlijk verkregen is.

Voor geld kun je de duivel doen dansen.
Met geld kun je alles gedaan krijgen.

Alle waar is naar zijn geld.
Van iets goedkoops mag je geen topkwaliteit verwachten.

Als het geld op is, is het kopen gedaan.
Zonder liquide middelen zijn er geen uitgaven meer mogelijk.

Je moet geen goed geld achter slecht geld aangooien.
Je moet geen geld besteden aan een zaak die niet meer in stand kan worden gehouden.

"Het is kruis of munt", zei de non en ze trouwde de bankier.
Een keuze voor het materiële kan ten koste gaan van het spirituele.

## geloof
Twee geloven op een kussen, daar komt (of slaapt) de duivel tussen.
Een paartje afkomstig uit twee verschillende religies, kan moeilijkheden verwachten.

## geluk
Zonder geluk vaart niemand wel.
Je kunt je eigen voorspoed en geluk hooguit beïnvloeden, maar het hangt ook af van zaken die je niet in de hand hebt.

## getij
Als het getij verandert (of: verloopt), verzet men de bakens.
Als de omstandigheden veranderen, past men zijn tactiek aan.

## gezelligheid
Gezelligheid kent geen tijd.
Als het gezellig is, is het niet erg als het wat later wordt.

## goed
Wie goed doet, goed ontmoet.
Wie de ander hulpvaardig tegemoet treedt, zal ook zelf welwillend worden benaderd.

Al te goed is buurmans gek.
Als je altijd iedereen helpt, zal iemand er misbruik van maken.

Een goed begin is het halve werk.
Door een goede voorbereiding is het meeste werk al gedaan.

Goede naam is beter dan goede olie.
Een goede reputatie is beter dan veel geld.

## goedkoop
Goedkoop is duurkoop.
Iets goedkoops kan later kosten veroorzaken, bijvoorbeeld door slechte werking, reparaties of onderhoud.

## goud
Al draagt een aap een gouden ring, het is en blijft een lelijk ding.
Een mooie versiering verandert niet de slechte aard van een zaak.

De ochtendstond (of morgenstond) heeft goud in de mond.
Door vroeg te beginnen kan men meer werk verrichten.

Het is niet alles goud wat er blinkt.
Niet alles is zo mooi als het er aanvankelijk uitziet.

Spreken is zilver, zwijgen is goud.
Soms is het beter te zwijgen.

## gras
Gras gaat niet harder groeien als je eraan trekt.
Sommige dingen hebben tijd nodig.

Het gras bij de buren is altijd groener.
Bij een ander lijkt alles altijd beter te zijn.

## haak
Aan de haak slaan.
Iets waardevols binnenhalen.

## haan
Vroeger, toen kraaiden de hanen nog. Tegenwoordig gapen ze alleen nog maar, zei de dove.
Veranderingen in een situatie zijn vaak niet feitelijk, maar een subjectieve beleving.

## haard
Eigen haard is goud waard.
Een eigen woonplek is veel waard.

## half
Beter een half ei, dan een lege dop.
Zie bij ei.

Beter ten halve gekeerd, dan ten hele gedwaald.
Het is beter iets halverwege af te breken, als het een verkeerde onderneming blijkt te zijn. Of: Als iemand een misstap heeft begaan, is het beter als hij het niet doorzet.

Een goed verstaander heeft maar een half woord nodig.
Een opmerkzame luisteraar kan een onduidelijke of onvolledige mededeling toch wel begrijpen.

## hamer
Wanneer je enige gereedschap een hamer is, zie je overal spijkers. Ook: Als je een hamer bent, zie je overal spijkers.
Een mens ziet overal toepassingsmogelijkheden voor dat waar hij zelf goed in is, soms ten onrechte.
Onder de hamer.
Iets verkopen, ten gelde maken.

## hand
Als de ene hand de andere wast, worden ze beide schoon.
Elkaar helpen geeft beiden voordeel.

Vele handen maken licht werk.
Een grote klus is met meer mensen sneller geklaard.

Een kinderhand is gauw gevuld.
Met een kleinigheid tevreden zijn.

Je bijt niet in de hand die je voedt.
Je maakt geen ruzie met mensen waar je afhankelijk van bent.
Beter één vogel in de hand, dan tien in de lucht.
Je kunt niet alles hebben.

## haring
Die haring braadt niet.
Dat (meestal geniepige) plannetje schijnt niet te lukken.

## hart
Waar het hart vol van is, stroomt (of loopt) de mond van over.
Waar men heel erg mee bezig is, daar wil men over praten.

Uit het oog, uit het hart.
De aandacht voor iemand verliezen, als die persoon niet meer in de nabijheid is.

Hoe hoger het hart, hoe lager de ziel. (uit het Fries)
Hoogmoed is het kenmerk van een dwaas.

## haas
Zo lopen de hazen.
Zo is het leven.

Of je nu rent als een haas of kruipt als een slak, nieuwjaar blijft op 1 januari.
Voor iedereen verstrijkt de tijd even snel.

## heelmeester
Zachte heelmeesters maken stinkende wonden.
Een halve (slappe, laffe) oplossing maakt het probleem alleen maar erger.

## hemd
Belofte is een hemd der dwazen.
Een nietszeggende belofte kan toch tijdelijk gelukkig maken.

Het hemd is nader dan de rok.
Als er keuzes gemaakt moeten worden gaan de eigen belangen of die van naaste familieleden voor die van anderen.

Het laatste hemd heeft geen zakken. Ook: een doodshemd heeft geen zakken.
Als je dood bent, heb je niets meer aan al je bezittingen of rijkdom.

## hoed
Met de hoed in de hand komt men door het ganse land.
Met beleefdheid kun je veel bereiken.

Men moet zijn hoed niet afnemen, voor men gegroet wordt.
Men moet een ander nooit in de rede vallen.

Die het grootste hoofd heeft, moet de grootste hoed hebben.
Iemand die het recht heeft op het grootste deel, moet dat ook krijgen.

## hoer
Hoeren en dieven, met geld zijn zij mijn gelieven.
Met geld krijg je vrienden.

Hoer en tollenaar zijn onze lieve HEER ook dierbaar.
Hoe slecht je afkomst is, God houdt van je.

## hond
Wie een hond wil slaan, vindt altijd wel een stok. (Ook: .. vindt licht een stok.)
Als je kritiek wil hebben op iemand, vind je altijd wel een reden.

Men moet geen slapende honden wakker maken.
Zwijgen over iets, om te voorkomen dat een autoriteit op het idee komt om er werk van te maken.

Blaffende honden bijten niet.
Als iemand zich dreigend voordoet, hoeft dat nog niet per se te betekenen dat diegene zijn dreiging ook daadwerkelijk zal gaan waarmaken.

Wanneer twee honden vechten om een been, loopt de derde ermee heen.
Als twee strijdende personen of partijen zich richten op elkaar, kan een ander daarvan profiteren door zich datgene toe te eigenen waar om gestreden wordt.

Met onwillige honden is het kwaad hazen vangen.
Als iemand niet wil heb je er weinig aan.

Komt men over de hond, dan komt men over de staart.
 Als de grootste moeilijkheden overwonnen zijn, dan komt de rest vanzelf.

Dode honden bijten niet (al zien ze lelijk).
  Van doden is geen gevaar te duchten.

Wie zich voor hond verhuurt, moet de botten kluiven.
 Wie zich onderdanig gedraagt, wordt als knecht behandeld.

't Moet al een ruige hond wezen, die twee nesten warm houden kan.
 Alleen een rijke man kan er een tweede vrouw op na houden.

Als oude honden blaffen, is het tijd om uit te zien.
 Als ervaren mensen waarschuwen moet je luisteren.

Wie met honden omgaat, krijgt vlooien.
 Wie in slecht gezelschap verkeert, neemt slechte gewoonten over.

Het bekomt hem als de hond de knuppel na het stelen van de worst.
 Het valt hem zwaar tegen.

Veel honden zijn der hazen dood.
  Voor de overmacht moet men wel bezwijken.

Als honden konden bidden, zou het kluiven regenen.
"Als" is een niet ter zake doende opmerking.

## honger
Honger maakt rauwe bonen zoet. Ook: Honger is de beste saus.
Als men honger heeft, is men niet kieskeurig; dan smaakt alles lekker.

Honger is een scherp zwaard.
Honger maakt van goede mensen misdadigers.

## honing
Voor honing danst de beer.
Voor wat hoort wat.

Men vangt meer vliegen met een druppel honing dan met een vat azijn.
Een vriendelijk woord heeft meer effect dan een lange, boze tirade.

## hoogmoed
Hoogmoed komt vóór de val.
Wie een hoge dunk heeft van zijn eigen kwaliteiten gaat ten onder.

## hout
Alle hout is nog geen timmerhout.
Niet iedereen heeft hetzelfde talent voor een bepaalde activiteit.

Van dik hout zaagt men planken.
Voortvarend maar niet al te nauwkeurig te werk gaan.

## huis
Ieder huisje heeft zijn kruisje.
Er mankeert overal wel iets.

Wat het huis verliest, brengt het weer terug.
 Als men iets in huis zoekmaakt, komt het meestal vanzelf weer tevoorschijn.

Wie in een glazen huis woont, moet geen stenen gooien op zijn buurmans dak.
 Wie zelf aan kritiek is blootgesteld, moet anderen niet bekritiseren.

## ijzer
Men moet het ijzer smeden als het heet is.
Handelen op het moment dat de omstandigheden gunstig zijn.

Hard ijzer wordt in heet vuur gesmeed.
Mensen worden gevormd door moeilijke of uitdagende ervaringen.

Men kan geen ijzer met handen breken.
Je kunt het onmogelijke niet mogelijk maken.

## jager
De gestadige jager wint.
Regelmatig doorzetten geeft het beste resultaat.

## Jan
Beter blode Jan dan dode Jan.
Ook: Beter blô Jan dan dô Jan.
Het is verstandig om voorzichtig te zijn.

## jatmous
Een jatmous van een wijf, maakt de nering stroef en stijf.
Het brengt ongeluk als je eerste klant een vrouw is.

## jood
Twee joden weten wat een bril kost.
Twee gelijkgestemde mensen bedriegen elkaar moeilijk.

## jong
Jong geleerd, oud gedaan.
Wat men in zijn jeugd leert, kan en kent men nog als men oud is.

Jong bier moet gisten.
Kinderen hebben recht op plezier.